# Pablo Guiñazú
Pablo Horacio Guiñazú (* 26. August 1978 in General Cabrera) ist ein argentinischer ehemaliger Fußballspieler. Er war auch Nationalspieler seines Heimatlandes.

## Karriere
Guiñazú begann seine Karriere 1996 bei den Newell’s Old Boys, für die er über 100 Spiele absolvierte. 2000 spielte er beim italienischen Verein AC Perugia Calcio, bevor er 2001 wieder nach Argentinien zum CA Independiente wechselte. Dort gewann er 2002 die Apertura-Meisterschaft. 2003 kehrt er zurück zu den Old Boys und wechselte 2004 zum russischen Erstligisten Saturn Ramenskoje. Nach einer Saison spielte er in Paraguay beim Club Libertad, wo er 2006 die paraguayische Meisterschaft gewann. Von 2007 bis 2012 spielte er beim brasilianischen Klub SC Internacional aus Porto Alegre. Im Januar 2013 löste er seinen Vertrag bei SC International aus privaten Gründen auf, um sich daraufhin Club Libertad erneut anzuschließen. Von 2013 bis 2016 war er für CR Vasco da Gama aktiv und von 2016 bis 2019 bei CA Talleres, wo er anschließend seine Karriere beendete.
Guiñazú spielte 14 Mal für die Argentinische Fußballnationalmannschaft.

## Erfolge
CA Independiente
- Argentinischer Meister: 2002-A

Club Libertad
- Paraguayischer Meister: 2006

SC Internacional
- Staatsmeisterschaft von Rio Grande do Sul: 2008, 2009, 2011, 2012
- Copa Sudamericana: 2008
- Copa Suruga Bank: 2009
- Copa Libertadores: 2010
- Recopa Sudamericana: 2011

Auszeichnungen
- Auswahl des Jahres der Saison 2008/09